# N. Ramani
N. Ramani (tamoul : என். ரமணி), est un joueur de flûte carnatique. Il est né à Tiruvarur en Inde le 15 octobre 1934, et mort  9 octobre 2015,.

## Récompenses
- Padma Shri (1987)
- Sangheeta Kalanidhi (1996)[3]